# X. Lajos bajor herceg
X. Lajos bajor herceg németül Ludwig X, Herzog von Bayern (Grünwald, 1495. szeptember 18. – Landshut, 1545. április 22.) Bajorország hercege 1516 és 1545 között.
IV. Albert bajor herceg és Ausztriai Kunigunda, III. Frigyes német-római császár lányának gyermeke. Egyik testvére IV. Vilmos szintén viselt hercegi címet.

Eredetileg egyházi pályára szánták. 1516-ban Landshutot és Straubingot irányította testvérével.

Szimpatizált a reformációval és részt vett a Münzer Tamás vezette német parasztháborúban, a lázadók elleni harcban. Tervet szőtt a cseh trón megszerzésére is II. Lajos halála után, de ezt a Habsburgok kapták meg.
1522-ben Bécsben elnökölt azon az ülésen, ahol a német, cseh és osztrák rendek a magyarok törökellenes háborújának támogatását helyezte kilátásba.
Tevékenyen támogatta a reneszánsz művészeteket. Landshutban a mantovai Palazzo del Te mintájára alakította ki rezidenciáját 1537 és 1542 között.
Mivel nem volt fiúgyermeke, örököse testvére lett.

## Külső hivatkozás
- Louis X, Duke of Bavaria

| Előző uralkodó: IV. Vilmos | Bajorország uralkodója 1516 – 1545 hercegként | Következő uralkodó: IV. Vilmos |